# Vršni kvark
Vršni kvark ili t kvark (eng. top quark) je jedan od elementarnih čestica od kojih se sastoji tvar. Najmasivniji je između 6 kvarkova, ali i između svih elementarnih čestica.  Masa mu je 173.1±1.3 GeV/c2. Sličnu masu ima i atom volframa. Čini treću porodicu čestica prema standardnom modelu. Ima naboj od +2/3 e. Kao i svi kvarkovi spada u skupinu fermiona sa spinom od -1/2. Na njega djeluju sva 4 osnovna međudjelovanja: gravitacijsko, elektromagnetsko, slabo i jako. Antičestica vršnom kvarku je vršni antikvark. Postulirali su ga 1970. Makoto Kobayashi i Toshihide Maskawa, a prvi put je primijećen 1995. u Fermilab-u.